# Station Manternach
Station Manternach (Luxemburgs: Gare Manternach) is een spoorwegstation in de gemeente Manternach in het oosten van Groothertogdom Luxemburg.
Het station wordt beheerd door de Luxemburgse vervoerder CFL en ligt aan lijn 3.

## Treindienst
| Serie   | Treinsoort         | Route                                             | Bijzonderheden                        |
| ------- | ------------------ | ------------------------------------------------- | ------------------------------------- |
| RB 4800 | Regionalbahn (CFL) | Luxemburg – Manternach – Wasserbillig             |                                       |
| RB 5150 | Regionalbahn (CFL) | Luxemburg – Manternach – Wasserbillig – Trier Hbf | Op werkdagen, enkele treinen per dag. |

CFL Lijn 3:
Luxemburg · Cents-Hamm · Sandweiler-Contern · Oetrange · Munsbach · Roodt · Betzdorf · Wecker · Manternach · Mertert · Wasserbillig
Zie ook: CFL Lijn 1 · CFL Lijn 2 · CFL Lijn 4 · CFL Lijn 5 · CFL Lijn 6 · CFL Lijn 6a · CFL Lijn 6b · CFL Lijn 6c · CFL Lijn 7